# Monika Ciecierska
Monika Ciecierska, z d. Gonciarz (ur. 23 października 1973 w Szprotawie) – polska koszykarka, grająca na pozycji skrzydłowej, mistrzyni i reprezentantka Polski.

## Kariera sportowa
Jest wychowanką Sprotavii Szprotawa, w sezonie 1991/1992 debiutowała w II lidze, w barwach AZS Zielona Góra, w latach 1992-1998 była zawodniczką I-ligowego Stilonu Gorzów. Po likwidacji sekcji została w sezonie 1998/1999 zawodniczką Foty Porta Gdynia i w 1999 zdobyła mistrzostwo Polski. W latach 1999–2001 występowała w Starcie Gdańsk, w latach 2001-2003 w CCC Aquapark Polkowice, w latach 2003-2008 w AZS Poznań. Z poznańskim klubem zdobyła w 2004 wicemistrzostwo Polski. 
Z reprezentacją Polski seniorek wystąpiła na mistrzostwach Europy w 2001 (6 miejsce).
Po zakończeniu kariery zawodniczej pracuje jako trener, m.in. w UKS 7 Sopot